# Lambang Sari IV
Lambang Sari IV is een bestuurslaag in het regentschap Indragiri Hulu van de provincie Riau, Indonesië. Lambang Sari IV telt 263 inwoners (volkstelling 2010).